# Criolipólise
Criolipólise é uma técnica de tratamento de eliminação de gordura corporal localizada não invasiva através do congelamento de células de gordura. O procedimento se dá por meio do congelamento dos adipócitos: o tecido adiposo é colocado em contato com placas geladas utilizando-se um aplicador de pressão que termicamente “mata” a gordura sem danificar a pele, diminuindo o volume de gordura na região em que foi realizado o procedimento. Devido ao fato dos adipócitos serem mais sensíveis ao frio do que outras estruturas histológicas (como a epiderme, derme, vasos sanguíneos, glândulas sudoríparas, nervos e músculos) ocorre sua apoptose antes das demais células. As células mortas são então eliminadas metabolicamente, tal como ocorre com a gordura encontrada nos alimentos. 

## Procedimento
Antes do tratamento direto do corpo do paciente com frio, é realizado um exame por um especialista. A área de tratamento pode ser qualquer uma - a criolipólise é feita nos braços, costas, coxas, abdômen e nádegas. O esteticista deve escolher um aplicador do tamanho e forma adequados - existem 6 diferentes aplicadores no total. Primeiro, o médico mede a dobra de gordura, depois marca a área de tratamento com um marcador especial. A pele do paciente é preparada antecipadamente - um pano com um produto especial é aplicado na área onde o aplicador será colocado. O dispositivo de sucção a vácuo puxa a pele junto com a dobra de gordura e a mantém em contato firme com as paredes do aplicador, que a resfriam.
O procedimento de criolipólise dura uma hora. Durante o tratamento, a área é massageada: a pressão na taça do aplicador muda periodicamente. No início da sessão, pode haver uma sensação de frio e leve desconforto devido à sucção, mas esses sintomas desaparecem em 10 minutos, resultando em dormência. Após uma hora de tratamento, a pele pode ficar vermelha: isso desaparece em algumas horas. O resultado final do procedimento aparece dentro de 1,5 a 2 meses, após uma sessão é possível notar um afinamento da dobra de gordura de 20% a 40%.
Se o paciente não estiver satisfeito com o resultado de uma única sessão, a aplicação na mesma área pode ser repetida com um intervalo de 6 semanas. Normalmente, são necessárias de 1 a 2 sessões para obter bons resultados, dependendo da espessura da camada de gordura.

## Efeitos adversos
Os efeitos colaterais comuns incluem vermelhidão (eritema), dormência, inchaço, hematomas e dor leve, que geralmente desaparecem em poucas semanas. Complicações raras, mas mais sérias, incluem a hiperplasia paradoxal do tecido adiposo (PHA) - uma reação na qual a gordura na área tratada aumenta em vez de diminuir. A PHA ocorre em uma pequena porcentagem dos casos, de 0,12% a 1,0%, dependendo do estudo. As opções de tratamento para PHA incluem lipoaspiração cirúrgica ou abdominoplastia.